# 共和村 (千葉県)
共和村（きょうわむら）とは、千葉県匝瑳郡にかつて存在した村である。

## 地理
- 現在の旭市の西部、旧旭市の北西部に位置している。
- 村のほとんどは平地である。

## 歴史
村名は共同和合への住民の念願を込めて共和村となった。

### 沿革
- 1889年（明治22年）4月1日 - 町村制施行に伴い、新町村・鎌数村が合併し、匝瑳郡共和村が発足。
- 1954年（昭和29年）6月1日 - 豊畑村とともに海上郡旭町に編入され、消滅。

変遷表
| 1868年 以前 | 1868年 以前 | 明治22年 4月1日 | 昭和29年    | 昭和29年 | 現在 |
| 1868年 以前 | 1868年 以前 | 明治22年 4月1日 | 6月1日      | 7月1日   | 現在 |
| ----------- | ----------- | --------------- | ----------- | -------- | ---- |
|             | 新町村      | 共和村          | 旭町 に編入 | 市制     | 旭市 |
|             | 鎌数村      | 共和村          | 旭町 に編入 | 市制     | 旭市 |

## 人口・世帯

### 人口
総数 [単位： 人]
| 1891年（明治24年） | 1,347 |
| 1908年（明治41年） | 2,350 |
| 1918年（大正 7年） | 2,712 |
| 1935年（昭和10年） | 3,033 |

### 世帯
総数 [単位： 世帯]
| 1928年（昭和 3年） | 540 |

## 交通

### 道路
- 二級国道
  - 国道126号